# Pteris esquirolii
Pteris esquirolii är en kantbräkenväxtart som beskrevs av Christ. Pteris esquirolii ingår i släktet Pteris och familjen Pteridaceae. Utöver nominatformen finns också underarten P. e. muricatula.